# Polyp đại trực tràng
Polyp đại trực tràng là polyp xuất hiện ở đại tràng hoặc trực tràng. Polyp không được điều trị có thể tiến triển thành ung thư đại trực tràng.

## Các dấu hiệu và triệu chứng
Polyp đại trực tràng thường không có các triệu chứng. Nếu có, các triệu chứng gồm chảy máu trực tràng, phân lẫn máu, đau bụng và mệt mỏi. Một sự thay đổi thức ăn có thể xảy ra bao gồm táo bón và tiêu chảy. A change in bowel habits may occur including constipation và diarrhoea. Occasionally, if a polyp is big enough to cause a bowel obstruction, there may be nausea, vomiting and severe constipation. Đôi khi, nếu một polyp đủ lớn để gây ra tắc ruột, với triệu chứng buồn nôn, nôn mửa và táo bón.

## Cấu trúc
Polyp có thể có cuống  (gắn vào thành ruột bằng một cuống) hay không cuống (phát triển trực tiếp từ thành ruột).

## Phân loại
Phân loại phổ biến nhất là:
- tăng sản,
- ung thư (u tuyến và ác tính),
- hamartomatous và,
- viêm.

### Polyp tăng sản
Polyp tăng sản được tìm thấy nhiều nhất ở đoạn cuối đại tràng và trực tràng. Chúng ít có khả năng tiến triển ác tính.
Hội chứng polyposis  là một tình trạng hiếm được xác định bởi Tổ chức Y tế Thế giới bằng:
1. Lớn hơn 5 polyp tăng sản đại tràng đoạn gần đến đại tràng sigma, với 2 polyp có đường kínhlớn hơn 10mm, hoặc
2. Số polyp bất kì với người thân trong 1 thế hệ (bố mẹ, anh chị em) mắc hội chứng polyposis, hoặc
3. Hơn 30 polyp tăng sản kích thước bất kỳ khắp đạ tràng và trực tràng.

### Polyp dạng viêm
Polyp liên quan với tình trạng viêm như viêm loét đại tràng và Bệnh Crohn.

## Chẩn đoán
Khả năng ác tính liên quan với:
- Mức độ của loạn sản
- Loại polyp:
  - Tuyến ống: 5% nguy cơ ung thư
  - Tubulovillous adenoma: 20% nguy cơ ung thư
  - Villous adenoma: 40% nguy cơ ung thư
- Kích thước của polyp:
  - <1 cm =<1% nguy cơ ung thư[6]
  - 1–2 cm=10% nguy cơ ung thư[6]
  - >2 cm=50% nguy cơ ung thư[6]

Thông thường một adenoma lớn hơn so 0.5 cm cần được điều trị

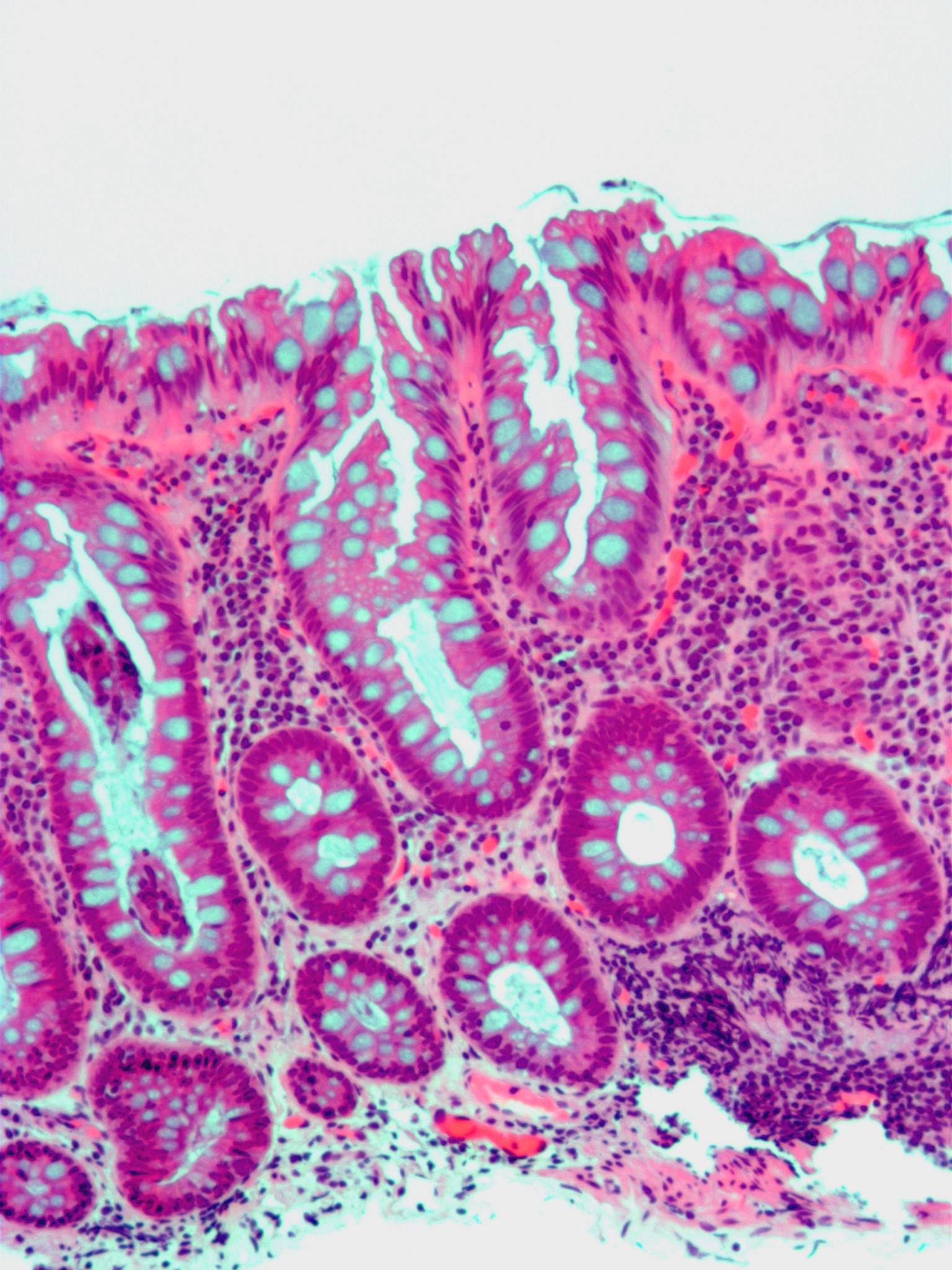
Microvesicular hyperplastic polyp. H&E stain.
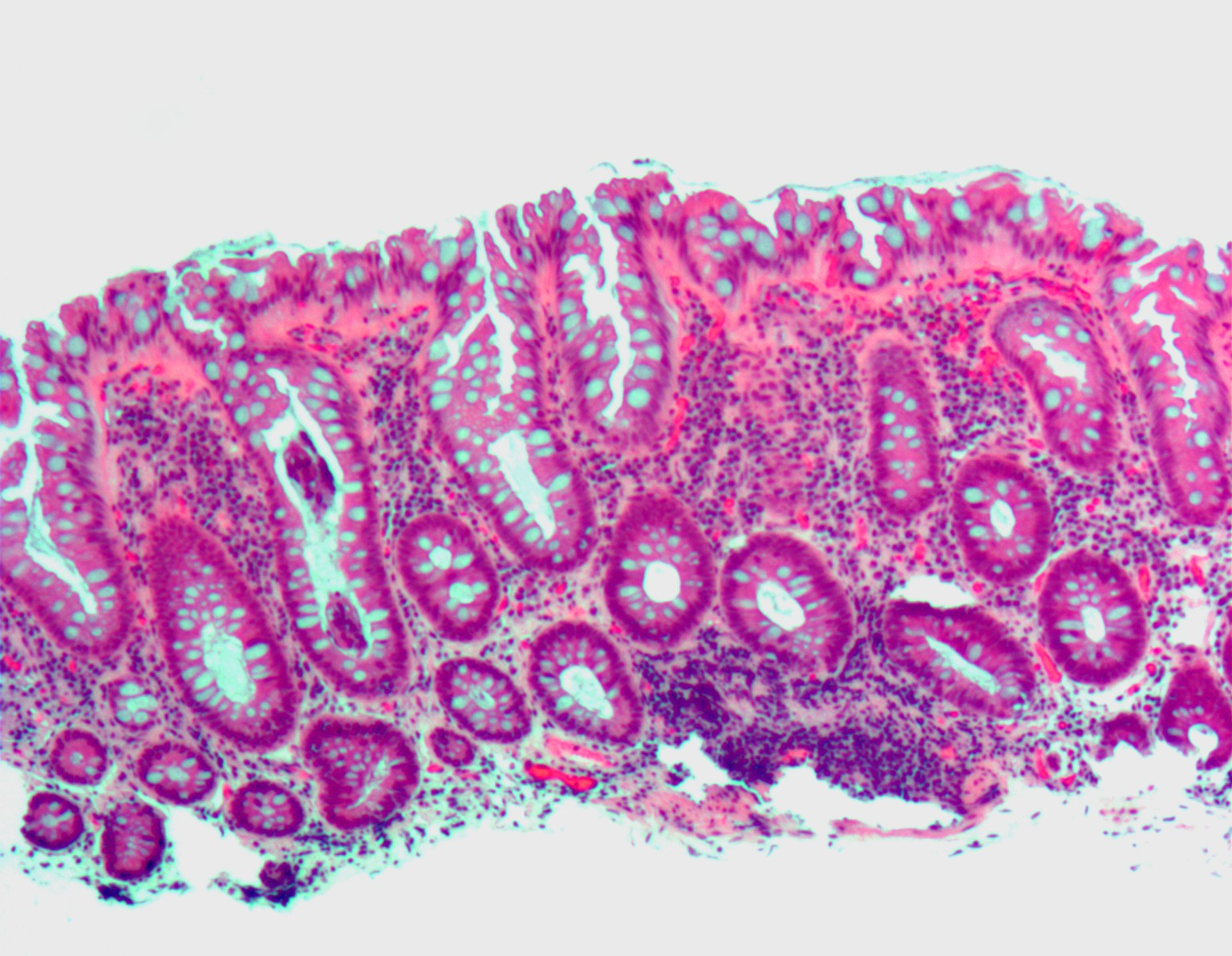
Microvesicular hyperplastic polyp. H&E stain.
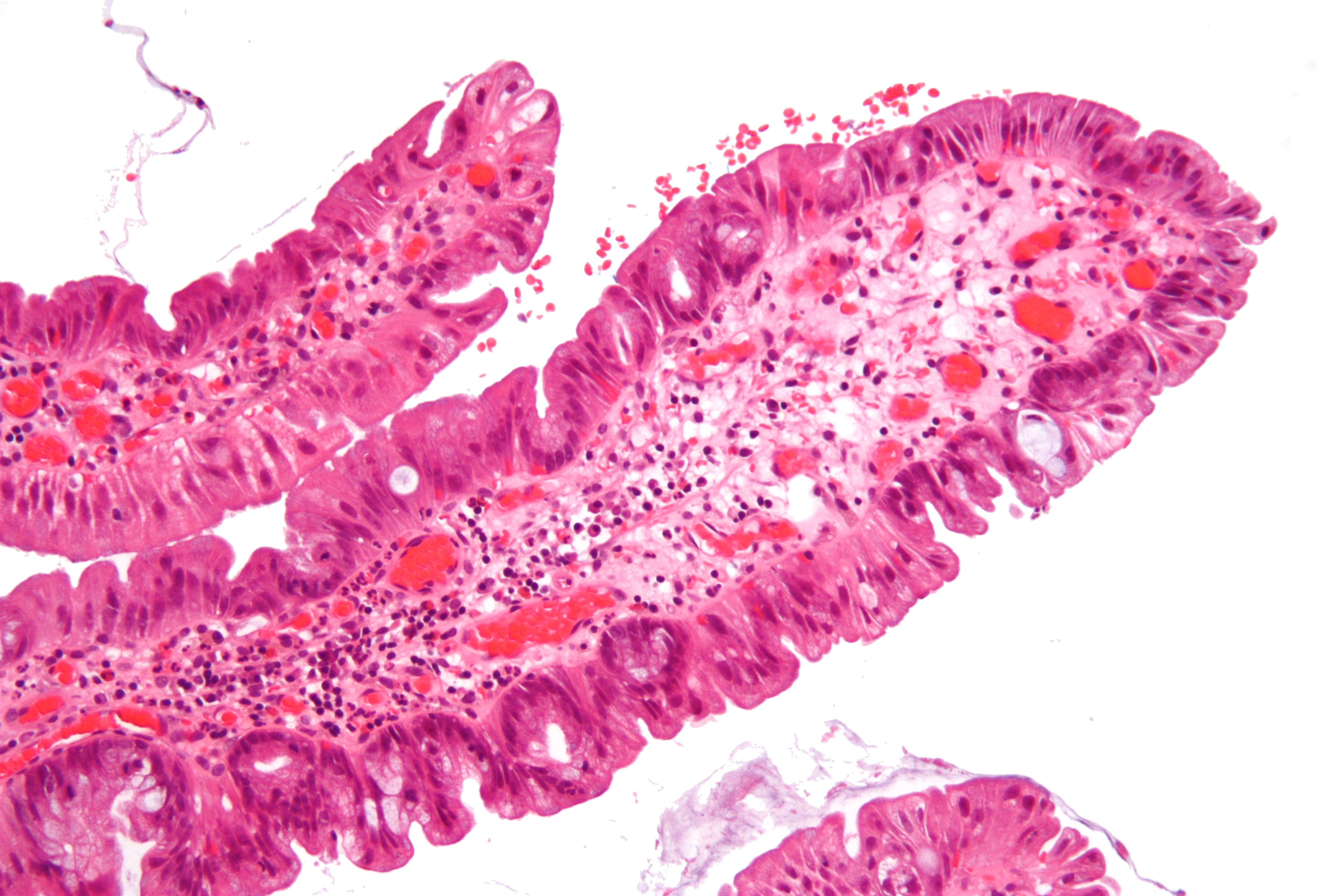
Traditional serrated adenoma. H&E stain.
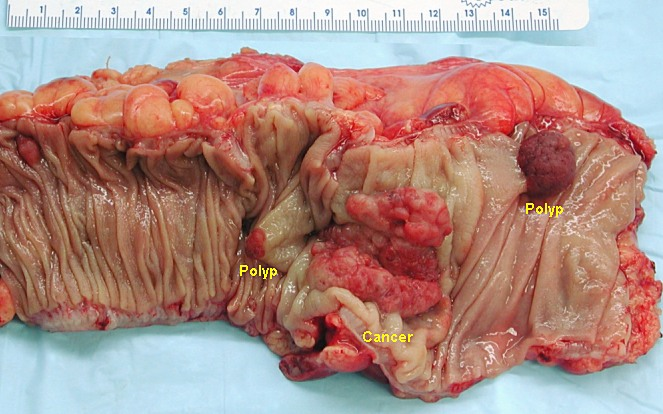
Gross appearance of a colectomy specimen containing two colorectal polyps and one invasive colorectal carcinoma
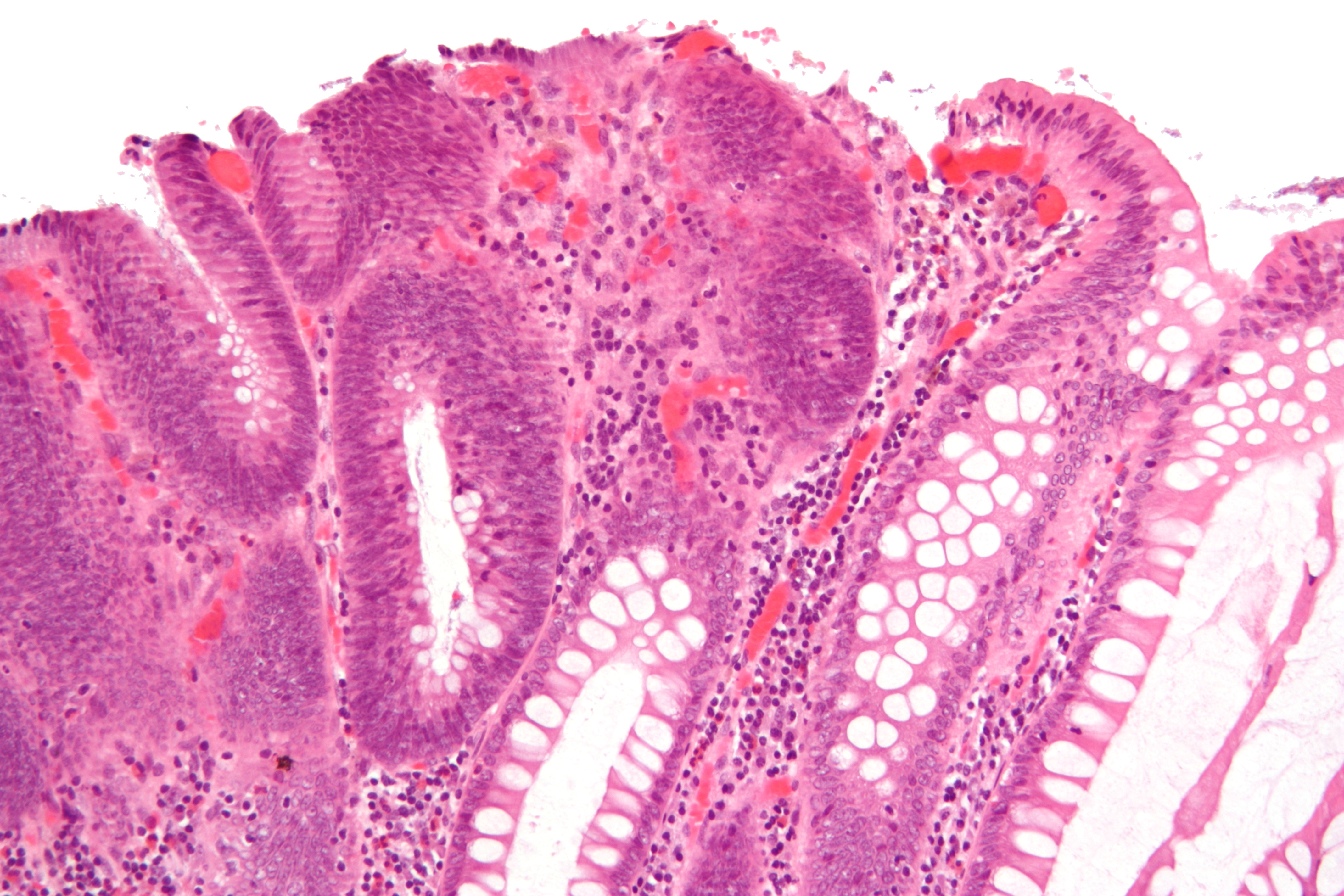
Micrograph of a tubular adenoma, the most common type of dysplastic polyp in the colon.
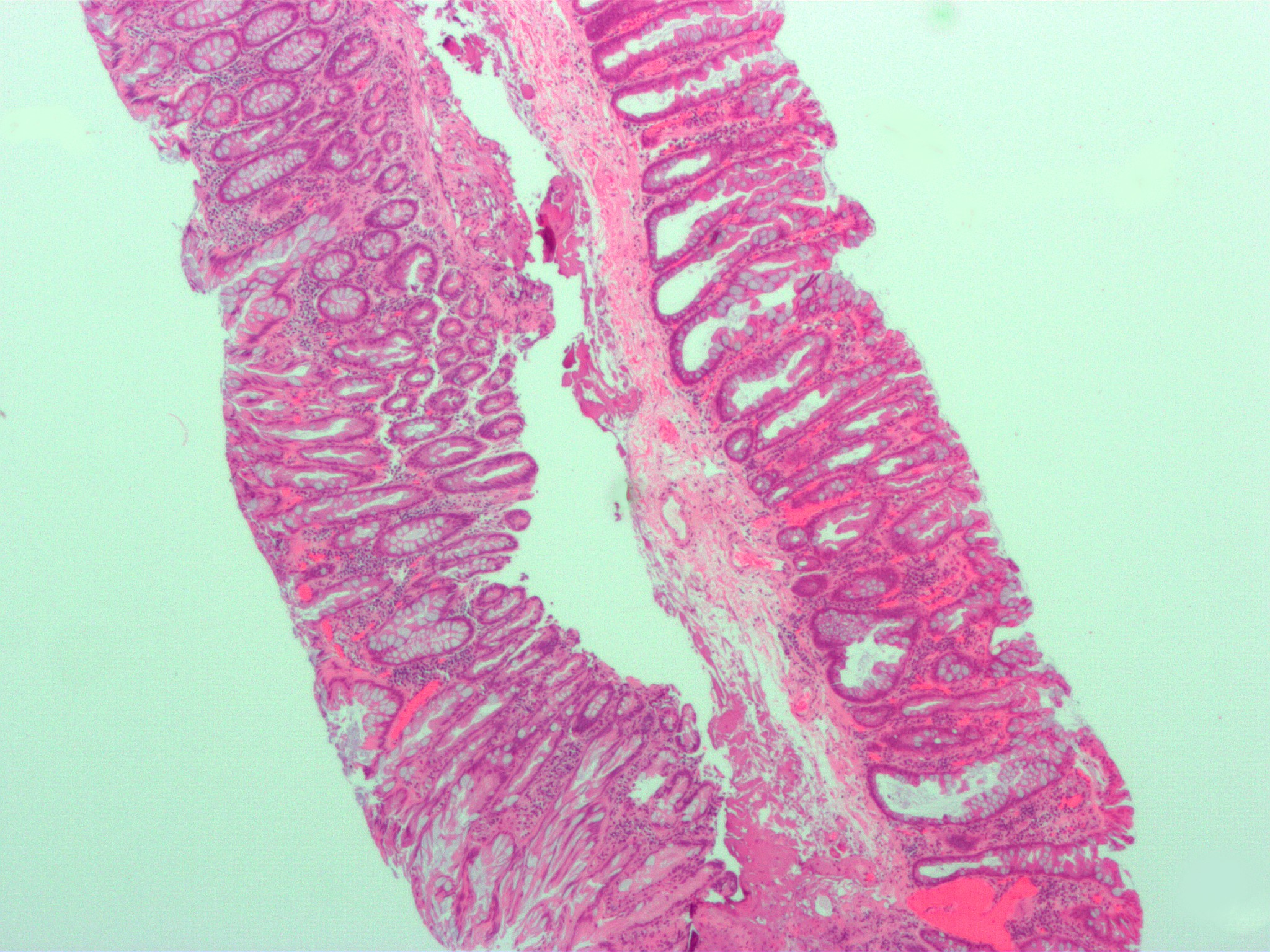
Micrograph of a sessile serrated adenoma. H&E stain.
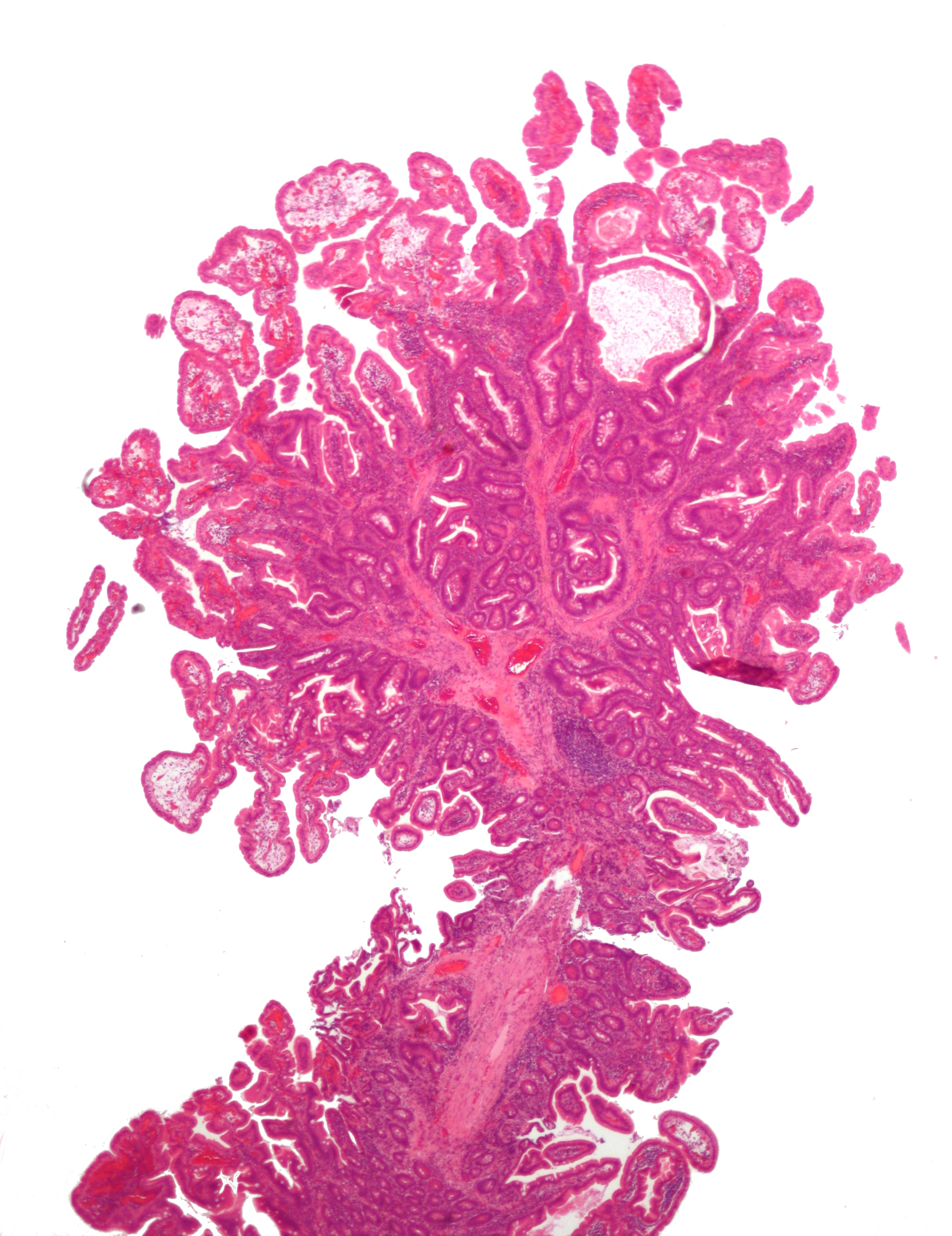
Micrograph of a Peutz-Jeghers colonic polyp - a type of hamartomatous polyp. H&E stain.
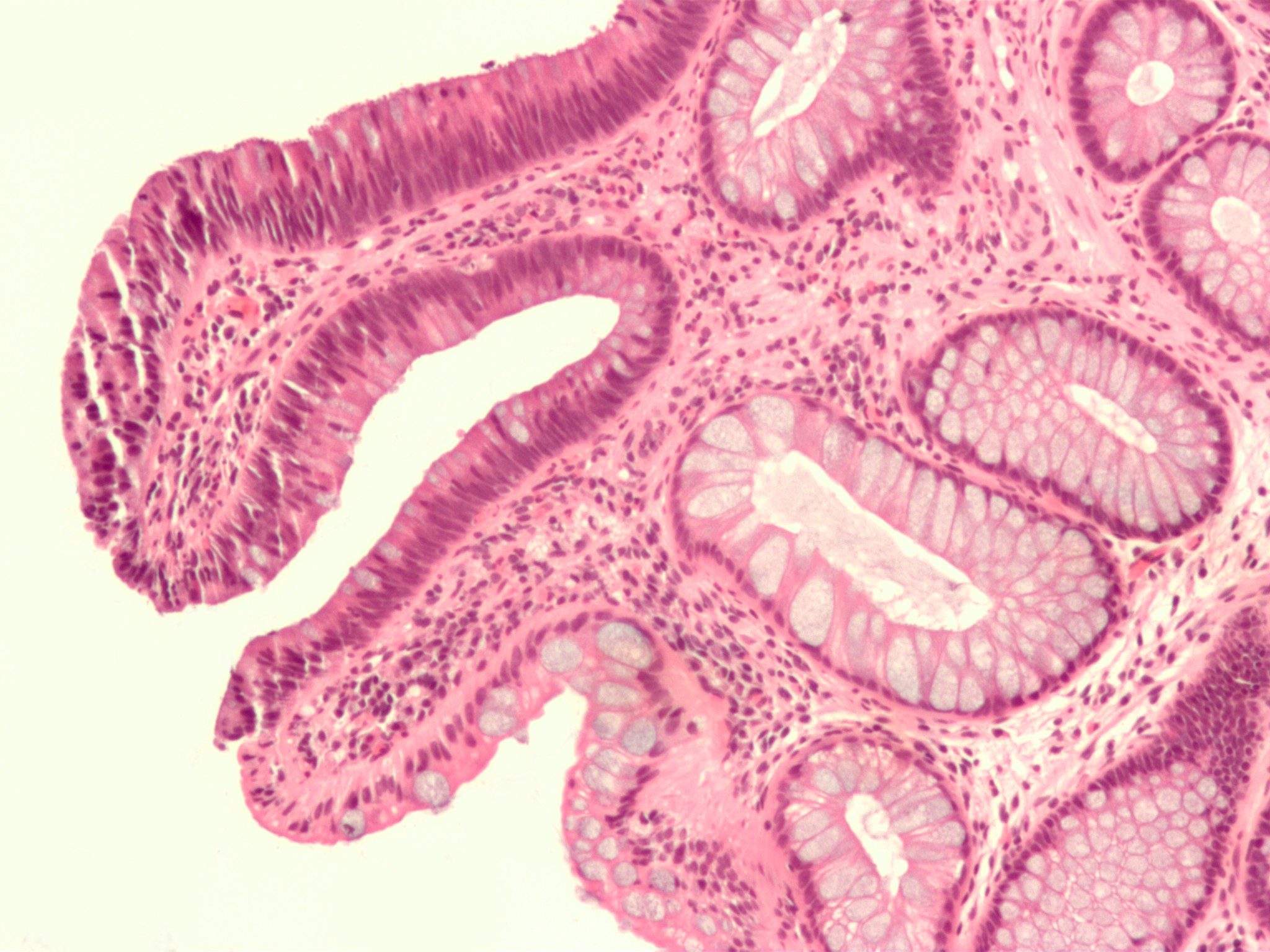
Micrograph of a tubular adenoma – dysplastic epithelium (dark purple) on left of image; normal epithelium (blue) on right. H&E stain.
Micrograph of a villous adenoma. These polyps are considered to have a high risk of malignant transformation. H&E stain.

## Điều trị
Khối u có thể được cắt bỏ bằng nội soi đại tràng hoặc đại tràng sigma. Với những polyp nghi ngờ—lớn, dẹt, và adenoma lan rộng ra xung quanh—có thể mổ nội soi bởi một kỹ thuật cắt hớt niêm mạc qua nội soi (EMR), giúp thay thế cho phẫu thuật cắt đại tràng.